# St Brendan’s Church (Barra)

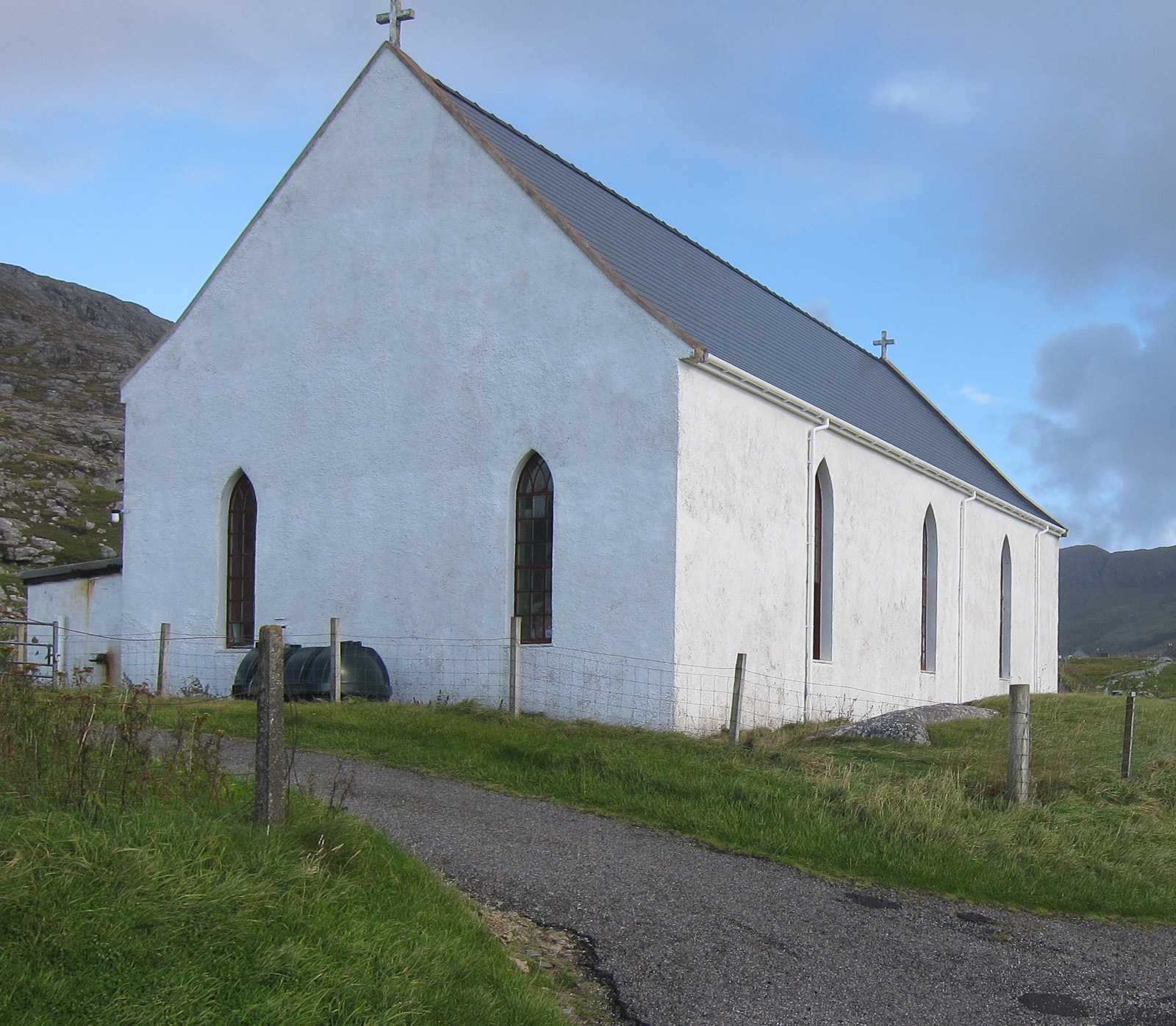
St Brendan’s Church

Die St Brendan’s Church, auch Roman Catholic Church of Saint Brendan, ist ein römisch-katholisches Kirchengebäude auf der schottischen Hebrideninsel Barra. 1980 wurde das Gebäude in die schottischen Denkmallisten in der Kategorie C aufgenommen. Die Kirche ist heute noch als solche in Benutzung.

## Geschichte
Nahe dem heutigen Kirchenstandort wurde im Jahre 1805 eine dem Heiligen Brendan geweihte Kapelle errichtet. Bei dieser handelte es sich zu dieser Zeit um die einzige römisch-katholische Kirche auf Barra. Bereits zu Beginn des 19. Jahrhunderts erwies sich das Gebäude als zu klein für die Kirchengemeinde. In den 1830er Jahren wurde in einem Brief an den Vatikan Gelder für die Renovierung der Kirche erbeten, da sich Schäden im Mauerwerk gebildet hatten. Es dauerte jedoch bis in die 1850er Jahre bis mit dem Bau der heutigen Brendanskirche begonnen wurde. Sie wurde 1858 fertiggestellt und die alte Kapelle aufgegeben. Erst mit dem Bau der Church of our Lady, Star of the Sea in Castlebay entstand 1888 ein zweites römisch-katholisches Kirchengebäude auf der Insel.

## Beschreibung
Die St Brendan’s Church liegt in der kleinen Streusiedlung Craigston nahe der Westküste Barras. Es handelt sich um ein einfaches, längliches Bauwerk, das Merkmale der neogotischen Architektur ausweist. Der Eingang befindet sich in einem kleinen Vorbau an der Ostseite. Entlang der Längsseiten sind Spitzbogenfenster auf drei vertikalen Achsen angeordnet, zwei weitere Spitzbogenfenster sind giebelseitig an der Westfassade verbaut. Das Mauerwerk ist mit Harl verputzt. Das abschließende Satteldach ist mit modernen Ziegeln eingedeckt, welche Schieferschindeln imitieren sollen. Beide Giebel ziert ein einfaches Steinkreuz.